# Bucklesham
Bucklesham – wieś w Anglii, w hrabstwie Suffolk, w dystrykcie East Suffolk. Leży 8 km na południowy wschód od miasta Ipswich i 112 km na północny wschód od Londynu. W 2001 miejscowość liczyła 542 mieszkańców.